# Jorge Lorenzo
Jorge Lorenzo Guerrero (sinh ngày 4 tháng 5 năm 1987) là một cựu tay đua mô tô người Tây Ban Nha. Jorge Lorenzo từng 3 lần giành chức vô địch giải đua xe MotoGP các năm 2010, 2012 và 2015. 
Sau khi giải nghệ, Jorge Lorenzo được ban tổ chức MotoGP tặng danh hiệu 'Huyền thoại MotoGP'. Trước đó, vào năm 2013, trường đua Jerez đã vinh danh Jorge Lorenzo bằng cách sử dụng tên của anh đặt tên cho góc cua số 13 của trường đua này.

## Sự nghiệp

### 2002-2004: 125cc
Jorge Lorenzo bắt đầu đua xe chuyên nghiệp từ năm 2002, từ giải đua 125cc vô địch thế giới. Trong giai đoạn này anh sử dụng xe Derbi với số xe 48.
Lorenzo giành được chiến thắng thể thức 125cc đầu tiên ở chặng đua MotoGP Brazil 2003. Sang năm 2004 Lorenzo giành được thêm 3 chiến thắng để xếp hạng 4 chung cuộc, là thứ hạng cao nhất trong 3 năm anh thi đấu ở giải 125cc.

### 2005-2007: 250cc
Ở mùa giải 250cc đầu tiên (2005) thì Jorge Lorenzo sử dụng xe Honda. Anh có 6 lần lên podium nhưng không giành được chiến thắng nào.
Lorenzo thành công hơn sau khi chuyển sang sử dụng xe Aprilia RSW 250, đã liên tiếp giành được 2 chức vô địch các năm 2006 và 2007.

### 2008-2019: MotoGP

#### 2008-2010: Lần đầu làm đồng đội với Valentino Rossi ở Yamaha
Năm 2008 Jorge Lorenzo được đội đua Yamaha chọn làm tay đua chính, làm đồng đội với tay đua nổi tiếng nhất thời kỳ này là Valentino Rossi.
Ra mắt sân chơi MotoGP, Lorenzo ngay lập tức đã tạo ấn tượng mạnh bằng việc giành được vị trí xuất phát đầu tiên (pole) ở 3 chặng đua đầu tiên của mùa giải 2008 và đã giành chiến thắng MotoGP đầu tiên ở chặng đua MotoGP Bồ Đào Nha. Chiến thắng này giúp cho Lorenzo chiếm được ngôi đầu trên bảng xếp hạng tổng. Tuy nhiên Lorenzo đã không giữ được phong độ đó trong phần còn lại của mùa giải, dần bị tụt xuống vị trí thứ 4 chung cuộc.
Năm 2009 Lorenzo đổi sang số xe 99. Anh cũng thi đấu ổn định hơn, giành được 4 chiến thắng chặng, để giành chức Á quân. 
Mùa giải 2010, trong bối cảnh Valentino Rossi phải nghỉ thi đấu nhiều chặng đua ở giai đoạn giữa mùa giải thì Jorge Lorenzo đã vươn lên trở thành chủ lực của đội đua Yamaha. Đây là mùa giải mà Lorenzo giành được nhiều chiến thắng thể thức MotoGP nhất (9 chiến thắng) và đã giành được chức vô địch trước 3 chặng đua sau khi về đích thứ 3 ở chặng đua MotoGP Malaysia. Có thể nói chính Lorenzo là người đã chấm dứt kỷ nguyên thống trị MotoGP của Valentino Rossi. 

#### 2011-2012: Trở thành tay đua số 1 của Yamaha
Trong hai mùa giải 2011 và 2012 thì Jorge Lorenzo có đồng đội mới là tay đua người Mỹ Ben Spies. Ben Spies không tạo được những áp lực như Valentino Rossi nên Jorge Lorenzo giữ được danh hiệu tay đua số 1 của Yamaha một cách khá dễ dàng. Ở trên đường đua thì Lorenzo chủ yếu phải cạnh tranh với các tay đua Repsol Honda. 
Mùa giải 2011 Lorenzo sử dụng số xe 01 để bảo vệ danh hiệu vô địch. Đầu mùa giải Lorenzo có phần lép vế hơn Casey Stoner. Đến cuối mùa giải Lorenzo lại bị chấn thương ở chặng đua MotoGP Úc, phải nghỉ 3 chặng đua cuối cùng.
Sang mùa giải 2012, Lorenzo phải đua với một tay đua Repsol Honda khác là Dani Pedrosa. Mặc dù dành được ít chiến thắng chặng hơn Pedrosa (6 so với 7) nhưng Lorenzo có kết quả cao hơn đối thủ ở các chặng đua còn lại. Ngoại trừ 2 chặng đua phải bỏ cuộc ở Assen và Valencia ra thì Lorenzo luôn cán đích ở 2 vị trí đầu tiên. Nhờ thế mà anh đã giành lại được chức vô địch sau chặng đua MotoGP Úc.

#### 2013-2016: Lần thứ hai làm đồng đội với Valentino Rossi ở Yamaha
Năm 2013 Jorge Lorenzo tái hợp với Valentino Rossi. Hai tay đua Yamaha không chỉ cạnh tranh với nhau mà còn phải vất vả đối phó với thế lực mới nổi Marc Marquez của đội đua Repsol Honda.
Lorenzo vẫn là chủ công của Yamaha ở mùa giải 2013, anh đã giành được tới 8 chiến thắng chặng, tức là nhiều hơn 2 chiến thắng so với Marc Marquez nhưng vẫn phải nhường chức vô địch cho đối thủ với chỉ 4 điểm ít hơn. Lý do chính là việc Lorenzo phải nghỉ chặng đua ở Đức vì chấn thương, đó cũng là chặng đua duy nhất trong mùa giải 2013 mà Lorenzo không có điểm số nào.
Mùa giải 2014 chứng kiến sự thống trị tuyệt đối của Marc Marquez. Phải chờ đến giai đoạn cuối mùa giải thì các tay đua Yamaha mới giành được chiến thắng. Với Lorenzo là những chiến thắng ở Aragon và Nhật Bản. Kết thúc mùa giải Lorenzo lần đầu xếp sau người đồng đội của mình kể từ năm 2009.
Mùa giải 2015 mặc dù giành được nhiều chiến thắng chặng hơn nhưng tính về điểm số thì Jorge Lorenzo mới là người phải đuổi theo Valentino Rossi trong cuộc đua vô địch. Chặng đua áp chót ở Malaysia xảy ra tình huống Valentino Rossi đạp ngã Marc Marquez. Vì lỗi này mà Rossi bị phạt phải xuất phát cuối cùng ở chặng đua cuối cùng của mùa giải ở Valencia. Jorge Lorenzo đã tận dụng tối đa cơ hội để giành chiến thắng và đoạt luôn chức vô địch, ghi được nhiều hơn Rossi 5 điểm.
Mùa giải 2016 là mùa giải cuối cùng Jorge Lorenzo thi đấu cho Yamaha. Anh giành được thêm 4 chiến thắng, xếp thứ 3 chung cuộc sau Marquez và Rossi.

#### 2017-2018: Ducati
Năm 2017 Jorge Lorenzo chuyển sang thi đấu cho đội đua Ducati Corse. Việc chuyển từ chiếc xe động cơ Inline4 (Yamaha) sang chiếc xe động cơ V4 khiến cho Lorenzo gặp nhiều khó khăn ở mùa giải đầu tiên. Kết quả tốt nhất trong mùa giải 2017 của Lorenzo chỉ là 1 lần về đích ở vị trí thứ 2, đạt được ở chặng đua MotoGP Malaysia vào cuối mùa.
Phải mất hơn 1 năm làm quen với chiếc xe thì Lorenzo mới tìm lại hương vị chiến thắng ở mùa giải 2018, bắt đầu bằng chiến thắng chặng đua MotoGP Ý và ngay sau đó là chặng đua MotoGP Catalunya. Song đây cũng là thời điểm mà Lorenzo quyết định rời Ducati để chuyển sang Repsol Honda.
Cuối mùa giải 2018, Lorenzo bị chấn thương chân ở chặng đua MotoGP Aragon sau pha va chạm với Marc Marquez. Chấn thương này không những khiến anh phải nghỉ thi đấu nhiều chặng đua cuối mùa mà còn ảnh hưởng đến phong độ trong năm 2019.

#### 2019: Honda
Năm 2019 Jorge Lorenzo chuyển sang thi đấu cho đội đua Repsol Honda theo bản hợp đồng có thời hạn 2 năm. Nhưng do bị nhiều chấn thương nên Lorenzo đã không có được thành tích tốt, hoàn toàn lép vế trước người đồng đội Marc Marquez. 
Lorenzo và Honda đã thống nhất chấm dứt hợp đồng trước thời hạn. Đến cuối mùa giải 2019 Lorenzo thông báo giải nghệ.

## Thống kê thành tích

### Theo năm
| Năm       | Giải đua  | Xe                      | Đội đua                  | Số xe     | Số chặng | Chiến thắng | Podium | Pole | FLap | Điểm | Xếp hạng | Vô địch |
| --------- | --------- | ----------------------- | ------------------------ | --------- | -------- | ----------- | ------ | ---- | ---- | ---- | -------- | ------- |
| 2002      | 125cc     | Derbi RS 125            | Caja Madrid Derbi Racing | 48        | 14       | 0           | 0      | 0    | 0    | 21   | 21st     | –       |
| 2003      | 125cc     | Derbi RS 125            | Caja Madrid Derbi Racing | 48        | 16       | 1           | 2      | 1    | 1    | 79   | 12th     | –       |
| 2004      | 125cc     | Derbi RSA 125           | Caja Madrid Derbi Racing | 48        | 16       | 3           | 7      | 2    | 2    | 179  | 4th      | –       |
| 2005      | 250cc     | Honda RS250RW           | Fortuna Honda            | 48        | 15       | 0           | 6      | 4    | 0    | 167  | 5th      | –       |
| 2006      | 250cc     | Aprilia RSW 250         | Fortuna Aprilia          | 48        | 16       | 8           | 11     | 10   | 1    | 289  | 1st      | 1       |
| 2007      | 250cc     | Aprilia RSW 250         | Fortuna Aprilia          | 1         | 17       | 9           | 12     | 9    | 3    | 312  | 1st      | 1       |
| 2008      | MotoGP    | Yamaha YZR-M1           | Fiat Yamaha Team         | 48        | 17       | 1           | 6      | 4    | 1    | 190  | 4th      | –       |
| 2009      | MotoGP    | Yamaha YZR-M1           | Fiat Yamaha Team         | 99        | 17       | 4           | 12     | 5    | 4    | 261  | 2nd      | –       |
| 2010      | MotoGP    | Yamaha YZR-M1           | Fiat Yamaha Team         | 99        | 18       | 9           | 16     | 7    | 4    | 383  | 1st      | 1       |
| 2011      | MotoGP    | Yamaha YZR-M1           | Yamaha Factory Racing    | 1         | 15       | 3           | 10     | 2    | 2    | 260  | 2nd      | –       |
| 2012      | MotoGP    | Yamaha YZR-M1           | Yamaha Factory Racing    | 99        | 18       | 6           | 16     | 7    | 5    | 350  | 1st      | 1       |
| 2013      | MotoGP    | Yamaha YZR-M1           | Yamaha Factory Racing    | 99        | 17       | 8           | 14     | 4    | 2    | 330  | 2nd      | –       |
| 2014      | MotoGP    | Yamaha YZR-M1           | Movistar Yamaha MotoGP   | 99        | 18       | 2           | 11     | 1    | 2    | 263  | 3rd      | –       |
| 2015      | MotoGP    | Yamaha YZR-M1           | Movistar Yamaha MotoGP   | 99        | 18       | 7           | 12     | 5    | 6    | 330  | 1st      | 1       |
| 2016      | MotoGP    | Yamaha YZR-M1           | Movistar Yamaha MotoGP   | 99        | 18       | 4           | 10     | 4    | 2    | 233  | 3rd      | –       |
| 2017      | MotoGP    | Ducati Desmosedici GP17 | Ducati Team              | 99        | 18       | 0           | 3      | 0    | 0    | 137  | 7th      | –       |
| 2018      | MotoGP    | Ducati Desmosedici GP18 | Ducati Team              | 99        | 14       | 3           | 4      | 4    | 2    | 134  | 9th      | –       |
| 2019      | MotoGP    | Honda RC213V            | Repsol Honda Team        | 99        | 15       | 0           | 0      | 0    | 0    | 28   | 19th     | –       |
| Tổng cộng | Tổng cộng | Tổng cộng               | Tổng cộng                | Tổng cộng | 297      | 68          | 152    | 69   | 37   | 3946 |          | 5       |

### Theo giải đua
| Giải đua  | Năm       | Chặng đua đầu tiên | Podium đầu tiên     | Chiến thắng đầu tiên | Số chặng | Chiến thắng | Podium | Pole | FLap | Điểm | Vô địch |
| --------- | --------- | ------------------ | ------------------- | -------------------- | -------- | ----------- | ------ | ---- | ---- | ---- | ------- |
| 125cc     | 2002–2004 | 2002 Spain         | 2003 Rio de Janeiro | 2003 Rio de Janeiro  | 46       | 4           | 9      | 3    | 3    | 279  | 0       |
| 250cc     | 2005–2007 | 2005 Spain         | 2005 Italy          | 2006 Spain           | 48       | 17          | 29     | 23   | 4    | 768  | 2       |
| MotoGP    | 2008–2019 | 2008 Qatar         | 2008 Qatar          | 2008 Portugal        | 203      | 47          | 114    | 43   | 30   | 2899 | 3       |
| Tổng cộng | 2002–2019 | 2002–2019          | 2002–2019           | 2002–2019            | 297      | 68          | 152    | 69   | 37   | 3946 | 5       |

### Kết quả chi tiết
(Chữ in đậm nghĩa là tay đua giành pole, chữ in nghiêng nghĩa là tay đua giành fastest lap)
| Năm  | Giải đua | Xe      | 1       | 2       | 3       | 4       | 5       | 6       | 7       | 8       | 9       | 10      | 11      | 12     | 13      | 14      | 15      | 16      | 17      | 18      | 19     | Xếp hạng | Điểm |
| ---- | -------- | ------- | ------- | ------- | ------- | ------- | ------- | ------- | ------- | ------- | ------- | ------- | ------- | ------ | ------- | ------- | ------- | ------- | ------- | ------- | ------ | -------- | ---- |
| 2002 | 125cc    | Derbi   | JPN     | RSA     | SPA 22  | FRA 19  | ITA 20  | CAT 14  | NED 16  | GBR 13  | GER 17  | CZE 20  | POR Ret | BRA 7  | PAC 9   | MAL 20  | AUS Ret | VAL 22  |         |         |        | 21st     | 21   |
| 2003 | 125cc    | Derbi   | JPN Ret | RSA 24  | SPA 15  | FRA Ret | ITA Ret | CAT 6   | NED Ret | GBR Ret | GER 21  | CZE 12  | POR 6   | BRA 1  | PAC Ret | MAL 3   | AUS 8   | VAL 11  |         |         |        | 12th     | 79   |
| 2004 | 125cc    | Derbi   | RSA 16  | SPA Ret | FRA 3   | ITA 10  | CAT 5   | NED 1   | BRA Ret | GER 6   | GBR 3   | CZE 1   | POR 3   | JPN 7  | QAT 1   | MAL Ret | AUS 2   | VAL Ret |         |         |        | 4th      | 179  |
| 2005 | 250cc    | Honda   | SPA 6   | POR 10  | CHN 9   | FRA 5   | ITA 2   | CAT Ret | NED 3   | GBR 8   | GER Ret | CZE 2   | JPN Ret | MAL EX | QAT 2   | AUS 3   | TUR 4   | VAL 2   |         |         |        | 5th      | 167  |
| 2006 | 250cc    | Aprilia | SPA 1   | QAT 1   | TUR Ret | CHN 4   | FRA Ret | ITA 1   | CAT 2   | NED 1   | GBR 1   | GER 3   | CZE 1   | MAL 1  | AUS 1   | JPN 3   | POR 5   | VAL 4   |         |         |        | 1st      | 289  |
| 2007 | 250cc    | Aprilia | QAT 1   | SPA 1   | TUR 2   | CHN 1   | FRA 1   | ITA 8   | CAT 1   | GBR Ret | NED 1   | GER 4   | CZE 1   | RSM 1  | POR 3   | JPN 11  | AUS 1   | MAL 3   | VAL 7   |         |        | 1st      | 312  |
| 2008 | MotoGP   | Yamaha  | QAT 2   | SPA 3   | POR 1   | CHN 4   | FRA 2   | ITA Ret | CAT WD  | GBR 6   | NED 6   | GER Ret | USA Ret | CZE 10 | RSM 2   | INP 3   | JPN 4   | AUS 4   | MAL Ret | VAL 8   |        | 4th      | 190  |
| 2009 | MotoGP   | Yamaha  | QAT 3   | JPN 1   | SPA Ret | FRA 1   | ITA 2   | CAT 2   | NED 2   | USA 3   | GER 2   | GBR Ret | CZE Ret | INP 1  | RSM 2   | POR 1   | AUS Ret | MAL 4   | VAL 3   |         |        | 2nd      | 261  |
| 2010 | MotoGP   | Yamaha  | QAT 2   | SPA 1   | FRA 1   | ITA 2   | GBR 1   | NED 1   | CAT 1   | GER 2   | USA 1   | CZE 1   | INP 3   | RSM 2  | ARA 4   | JPN 4   | MAL 3   | AUS 2   | POR 1   | VAL 1   |        | 1st      | 383  |
| 2011 | MotoGP   | Yamaha  | QAT 2   | SPA 1   | POR 2   | FRA 4   | CAT 2   | GBR Ret | NED 6   | ITA 1   | GER 2   | USA 2   | CZE 4   | INP 4  | RSM 1   | ARA 3   | JPN 2   | AUS DNS | MAL     | VAL     |        | 2nd      | 260  |
| 2012 | MotoGP   | Yamaha  | QAT 1   | SPA 2   | POR 2   | FRA 1   | CAT 1   | GBR 1   | NED Ret | GER 2   | ITA 1   | USA 2   | INP 2   | CZE 2  | RSM 1   | ARA 2   | JPN 2   | MAL 2   | AUS 2   | VAL Ret |        | 1st      | 350  |
| 2013 | MotoGP   | Yamaha  | QAT 1   | AME 3   | SPA 3   | FRA 7   | ITA 1   | CAT 1   | NED 5   | GER DNS | USA 6   | INP 3   | CZE 3   | GBR 1  | RSM 1   | ARA 2   | MAL 3   | AUS 1   | JPN 1   | VAL 1   |        | 2nd      | 330  |
| 2014 | MotoGP   | Yamaha  | QAT Ret | AME 10  | ARG 3   | SPA 4   | FRA 6   | ITA 2   | CAT 4   | NED 13  | GER 3   | INP 2   | CZE 2   | GBR 2  | RSM 2   | ARA 1   | JPN 1   | AUS 2   | MAL 3   | VAL Ret |        | 3rd      | 263  |
| 2015 | MotoGP   | Yamaha  | QAT 4   | AME 4   | ARG 5   | SPA 1   | FRA 1   | ITA 1   | CAT 1   | NED 3   | GER 4   | INP 2   | CZE 1   | GBR 4  | RSM Ret | ARA 1   | JPN 3   | AUS 2   | MAL 2   | VAL 1   |        | 1st      | 330  |
| 2016 | MotoGP   | Yamaha  | QAT 1   | ARG Ret | AME 2   | SPA 2   | FRA 1   | ITA 1   | CAT Ret | NED 10  | GER 15  | AUT 3   | CZE 17  | GBR 8  | RSM 3   | ARA 2   | JPN Ret | AUS 6   | MAL 3   | VAL 1   |        | 3rd      | 233  |
| 2017 | MotoGP   | Ducati  | QAT 11  | ARG Ret | AME 9   | SPA 3   | FRA 6   | ITA 8   | CAT 4   | NED 15  | GER 11  | CZE 15  | AUT 4   | GBR 5  | RSM Ret | ARA 3   | JPN 6   | AUS 15  | MAL 2   | VAL Ret |        | 7th      | 137  |
| 2018 | MotoGP   | Ducati  | QAT Ret | ARG 15  | AME 11  | SPA Ret | FRA 6   | ITA 1   | CAT 1   | NED 7   | GER 6   | CZE 2   | AUT 1   | GBR C  | RSM 17  | ARA Ret | THA DNS | JPN DNS | AUS     | MAL WD  | VAL 12 | 9th      | 134  |
| 2019 | MotoGP   | Honda   | QAT 13  | ARG 12  | AME Ret | SPA 12  | FRA 11  | ITA 13  | CAT Ret | NED DNS | GER     | CZE     | AUT     | GBR 14 | RSM 14  | ARA 20  | THA 18  | JPN 17  | AUS 16  | MAL 14  | VAL 13 | 19th     | 28   |